# تشارلز ستيوارت جيجر
تشارلز ستيوارت جيجر (بالإنجليزية: C. Stuart Gager)‏ (23 ديسمبر 1872 - 9 أغسطس 1943) عالم نبات أمريكي ومدير حديقة بروكلين النباتية شغل منصب رئيس الجمعية النباتية الأمريكية ونادي توري النباتية.